# Partito Comunista Sammarinese
Der Partito Comunista Sammarinese (PCS) war die Kommunistische Partei San Marinos. Sie bestand von 1941 bis 1990. Eine kommunistische Parteisektion gab es in San Marino seit 1921 als Abspaltung des Partito Socialista Sammarinese. Der italienische Exilant Vittorio Ambrosini gründete gemeinsam mit Einheimischen die san-marinesische Sektion der Kommunistischen Partei Italiens ('Sezione di San Marino del Partito Comunista d’Italia)
Nach der Rückkehr aus dem Exil gründete eine Gruppe unter Führung von Ermenegildo Gasperoni am 7. Juli 1941 den PCS. Bei ersten Parlamentswahlen nach dem Ende des Faschismus in San Marino im Jahr 1943 traten die Kommunisten gemeinsam mit anderen politischen Strömungen in einer Einheitsliste an, die alle 60 Parlamentssitze errang. Bei den Wahlen 1945 und 1949 traten der PCS gemeinsam mit anderen linken Parteien als Einheitsliste Comitato della Libertà (CdL) an. Die Linken gewann bei beiden Wahlen die absolute Mehrheit und stellten die Regierung. Bei den Wahlen 1951 traten der PCS und die Sozialisten (PSS) erstmals getrennt an. Die Christdemokraten (PDCS) wurden stärkste Partei, die PCS und PSS hatten jedoch gemeinsam die absolute Mehrheit und bildeten die Regierung. Die Wahlen 1954 brachten der Linkskoalition Stimmengewinne und die PCS-PSS Koalition wurde fortgesetzt. Im April 1957 spaltete sich der Partito Socialista Democratico Indipendente Sammarinese (PSDIL) vom PSS ab, was zu einem Patt im Parlament führte. Als dann noch ein Abgeordnete der PCS-Liste zum PDCS wechselte, kam es zu einer Krise, die in bürgerkriegsähnliche Auseinandersetzungen mündete.
Am Ende der Krise wurde eine neue Koalition bestehend aus PDCS, PSDIS und ehemaligen Abgeordneten von PCS und PSS gebildet. gebildet. Bis 1978 regierten Koalitionen unter Führung der Christdemokraten das Land. Nach der Parlamentswahl 1978 kam es zu einer Koalition aus PCS, PSS und dem Partito Socialista Unitario (PSU), einer Abspaltung des PSDIS. Diese Koalition wurde 1986 von einem Bündnis aus Christdemokraten (PDCS) und Kommunisten (PCS) abgelöst, das bis 1992 die Regierung stellte. 1990 schwor der PCS dem Kommunismus ab und benannte sich in Partito Progressista Democratico Sammarinese um, aus der wiederum der Partito dei Democratici (PdD) hervorging. Der orthodox-kommunistische Flügel der Partei spaltete sich daraufhin ab und gründete 1992 die Rifondazione Comunista Sammarinese („Kommunistische Neugründung San Marino“). Der PdD ging nach der Vereinigung mit diversen kleineren sozialistischen Parteien 2005 im Partito dei Socialisti e dei Democratici (PSD) auf. Die RCS bildete mit weiteren linken Gruppierungen die Vereinigte Linke (Sinistra Unita).
Ihre Jugendorganisation, die Federazione Giovanile Comunista San Marino (FGCSM) war Mitglied im Weltbund der Demokratischen Jugend. Das Parteiorgan des PCS war die Zeitung La Scintilla („Der Funke“).